# Pes en néixer

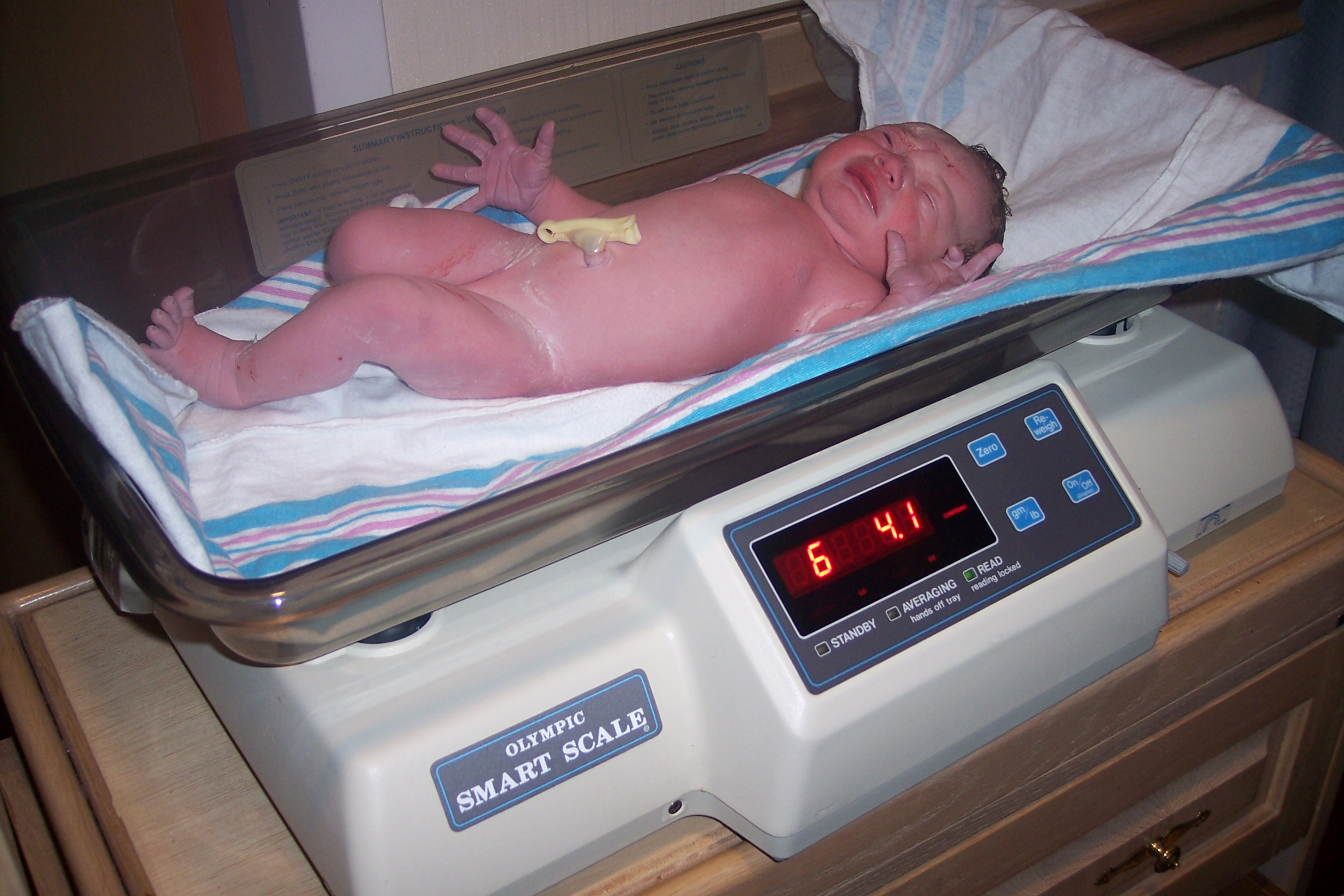
Nadó amb pes adequat a l'edat gestacional

El pes en néixer és el pes corporal d'un nadó en el seu part. El pes mitjà en néixer en nadons d'ascendència europea i africana és de 3,5 kg, amb el rang normatiu entre 2,5 i 4,0 kg. De mitjana, els nadons de descendents asiàtics pesen al voltant de 3,25 kg.
La prevalença del baix pes en néixer ha canviat amb el temps. Les tendències mostren un lleuger descens del 7,9% (1970) al 6,8% (1980), després un lleuger augment fins al 8,3% (2006), fins als nivells actuals del 8,2% (2016). La prevalença de baix pes en néixer ha tingut una tendència lleugerament a l'alça des del 2012 fins a l'actualitat.
El baix pes en néixer s'associa amb la infecció neonatal, la mortalitat infantil, així com la malaltia a l'edat adulta. Nombrosos estudis han intentat, amb diferents graus d'èxit, mostrar vincles entre el pes en néixer i trastorns que poden aparèixer més tard a la vida, incloent diabetis, obesitat, tabaquisme i intel·ligència.